# به نرمی سخن بگو عشق
به نرمی سخن بگو عشق (به انگلیسی: Speak Softly, Love) ترانه‌ای است که برای فیلم پدرخوانده، اولین فیلم از سری فیلم‌های سه‌گانه پدرخوانده نوشته شده است. درحالی که نسخه بدون کلام به سادگی با نام تم عاشقانه پدرخوانده شناخته می‌شود، «به نرمی سخن بگو عشق» نسخه آوازی آهنگ می‌باشد. متن این ترانه نوشته لری کوزیک می‌باشد و موسیقی آن از نینو روتا است.
البته برای این ترانه اشعار متعددی به ایتالیایی («Parla Più Piano»)، به سیسیلی («Brucia La Terra») و به فرانسوی («Parle plus bas») وجود دارد. نسخه سیسیلی توسط آنتونی کورلئونه (با بازی فرانک دی آمبروسو) در فیلم پدرخوانده قسمت سوم خوانده شد.
روتا از نسخه‌ای کمدی از این آهنگ برای فیلم Fortunella در سال ۱۹۵۸ استفاده کرده بود. هنگامی که این مسئله کشف شد، موسیقی متن روتا در پدرخوانده که نامزد دریافت جایزه اسکار بهترین موسیقی فیلم شده بود از در نظر گرفته شدن در جوایز آکادمی سال ۱۹۷۳ رد صلاحیت شد. با این حال موسیقی متن روتا، با وجود حضور همان قطعه در بین آن، در سال ۱۹۷۴ برنده جایزه اسکار برای بهترین موسیقی متن شد.